# バドルルアウ遺跡

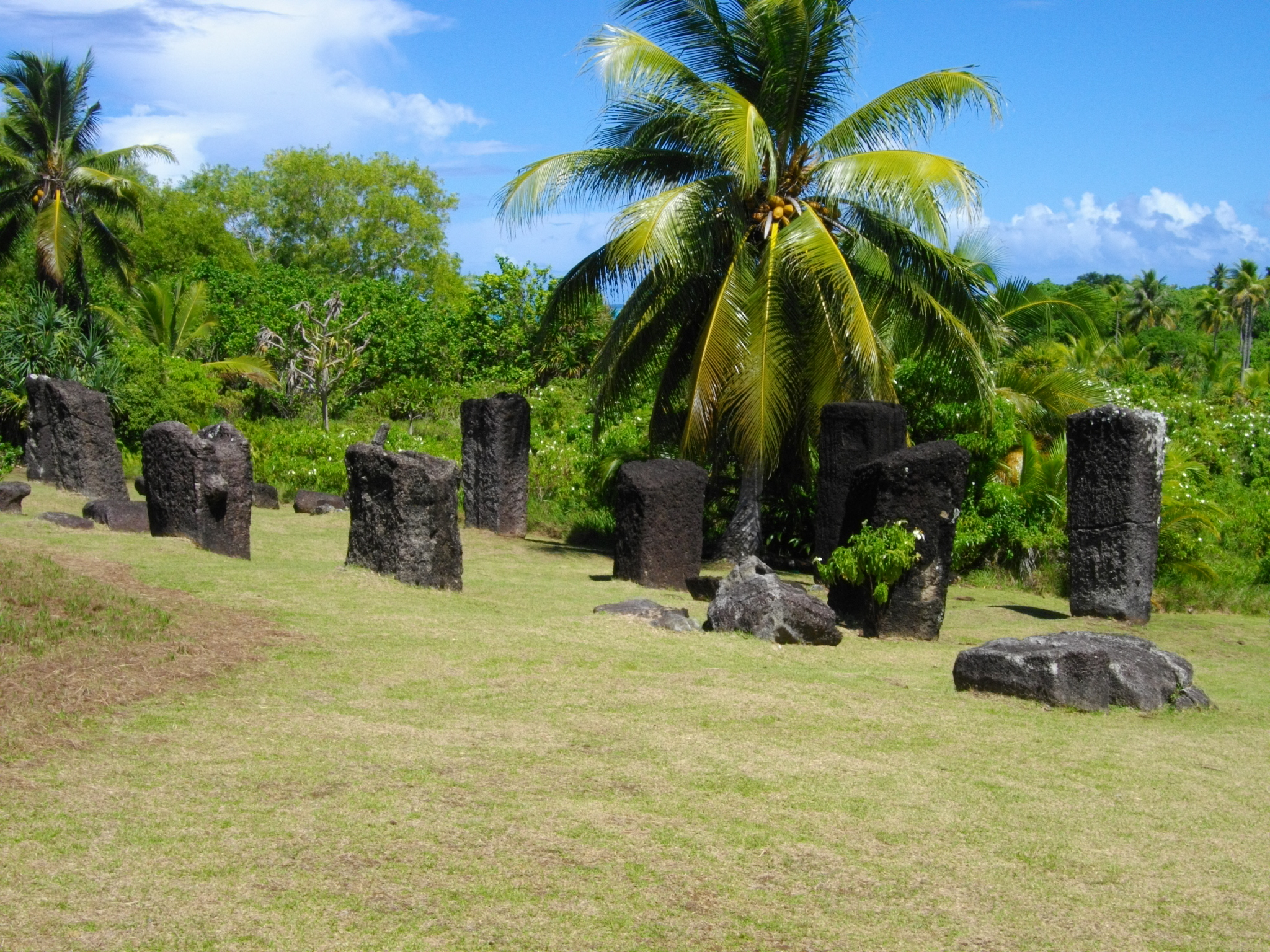
バドルルアウ遺跡

バドルルアウ遺跡（バドルルアウいせき、英語：Badrulchau Stone Monoliths）は、パラオの遺跡。

## 概要
アルコロン州バドルルアウにある遺跡で、高台の東側斜面を下るところに位置する。同じ向きに頂上部が凹んだ石柱が二列に並んでおり、それらが南北・東西一組ずつある。そして、それらの列柱を見守るかのようにストーン・フェイス（人面石）が数体置かれている。
これらの石柱群の使用目的は不明であるが、石柱が同じ向きに凹んでいることから、パラオの伝統的建築物であるバイの土台だったのではないかという説がある。

## ギャラリー

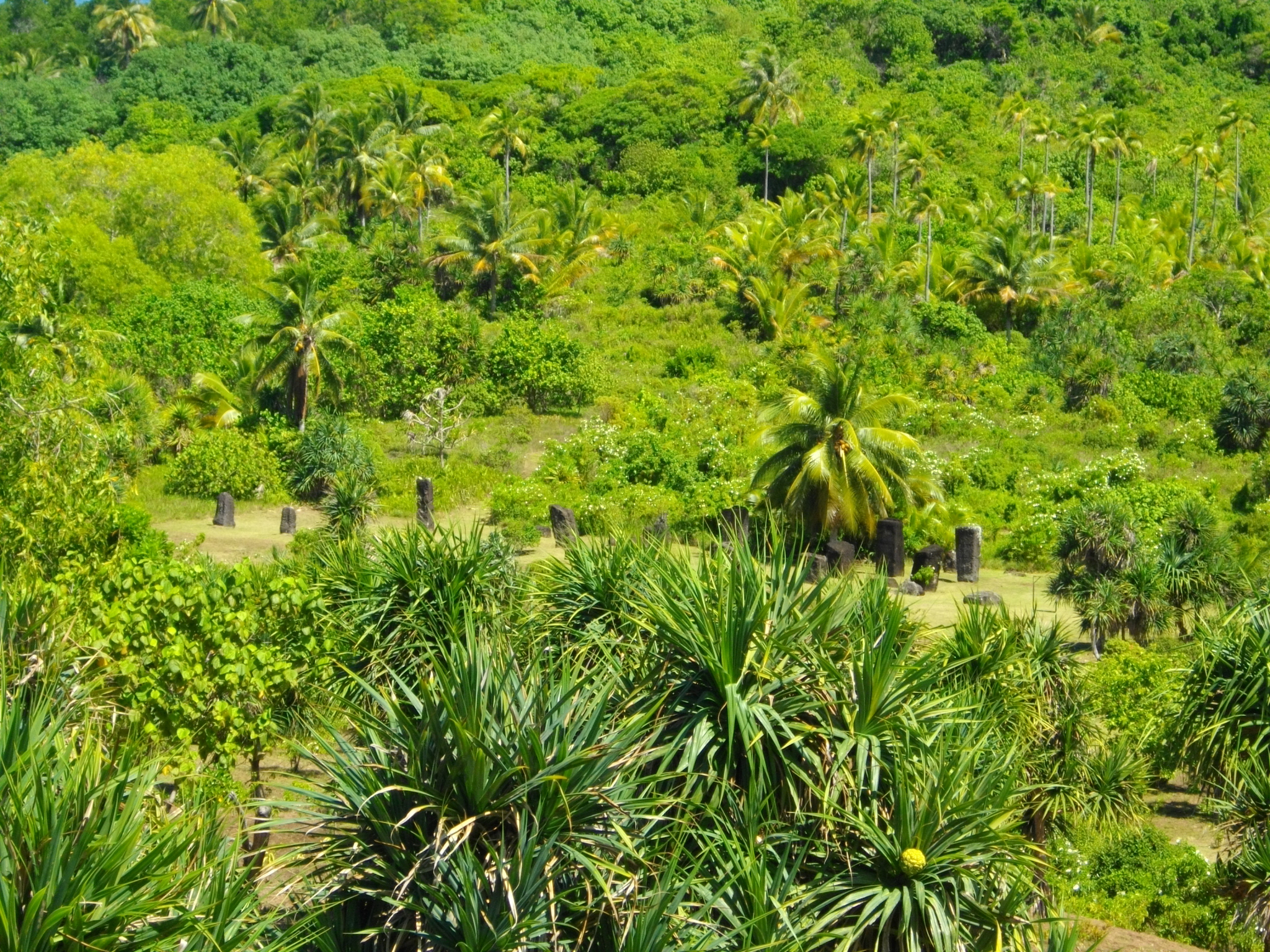
バドルルアウ遺跡全景
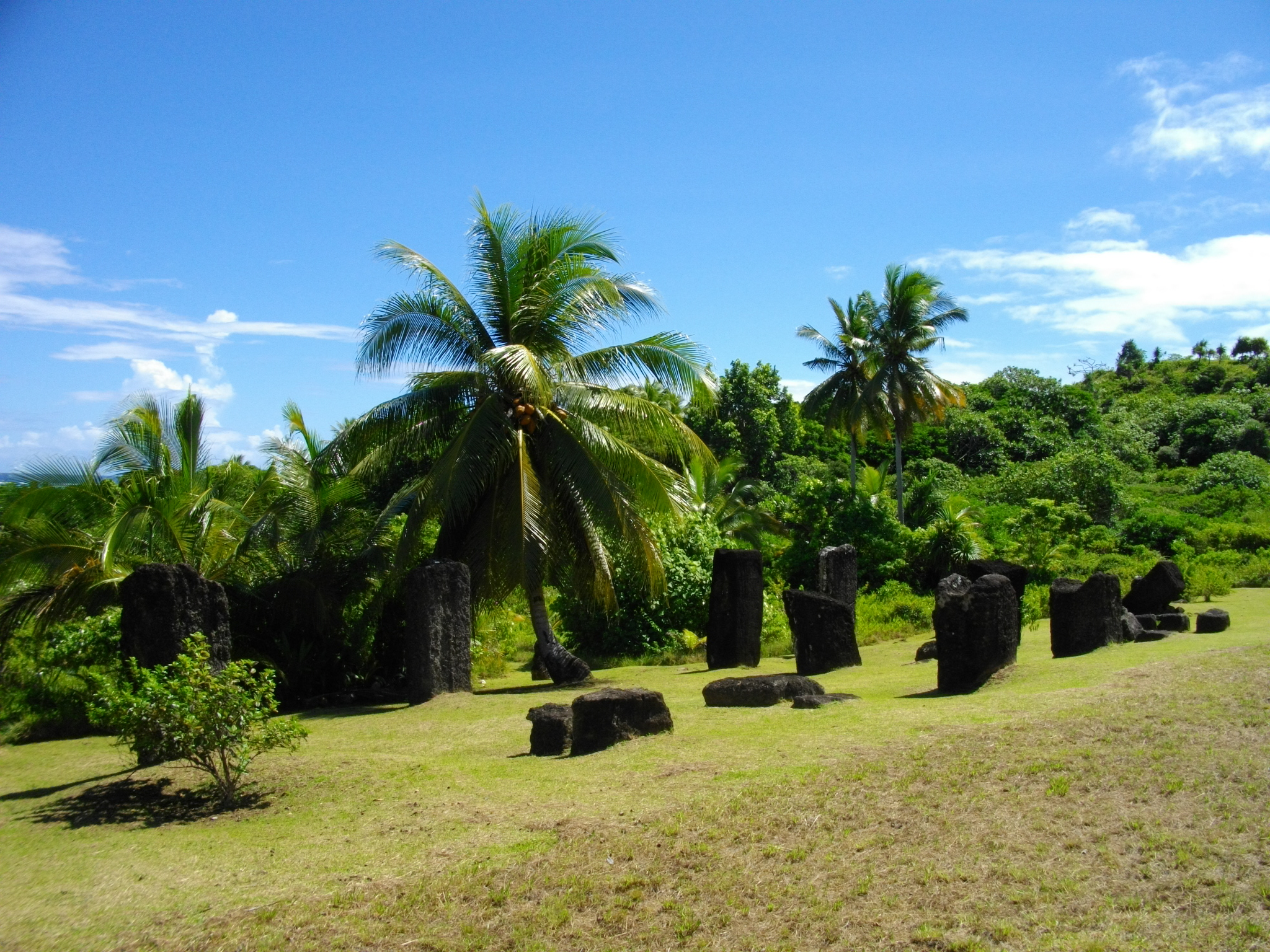
列柱群
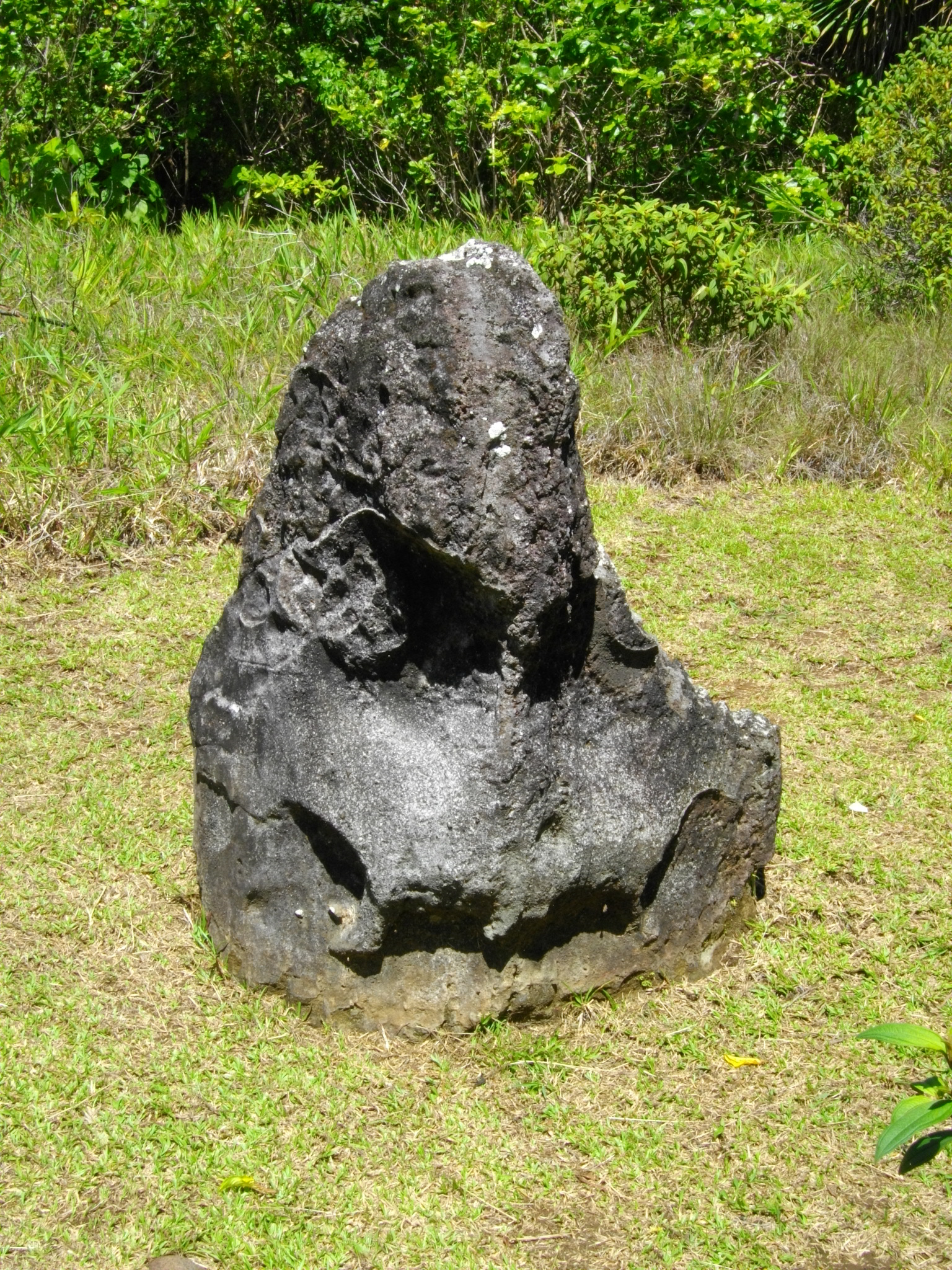
ストーン・フェイス
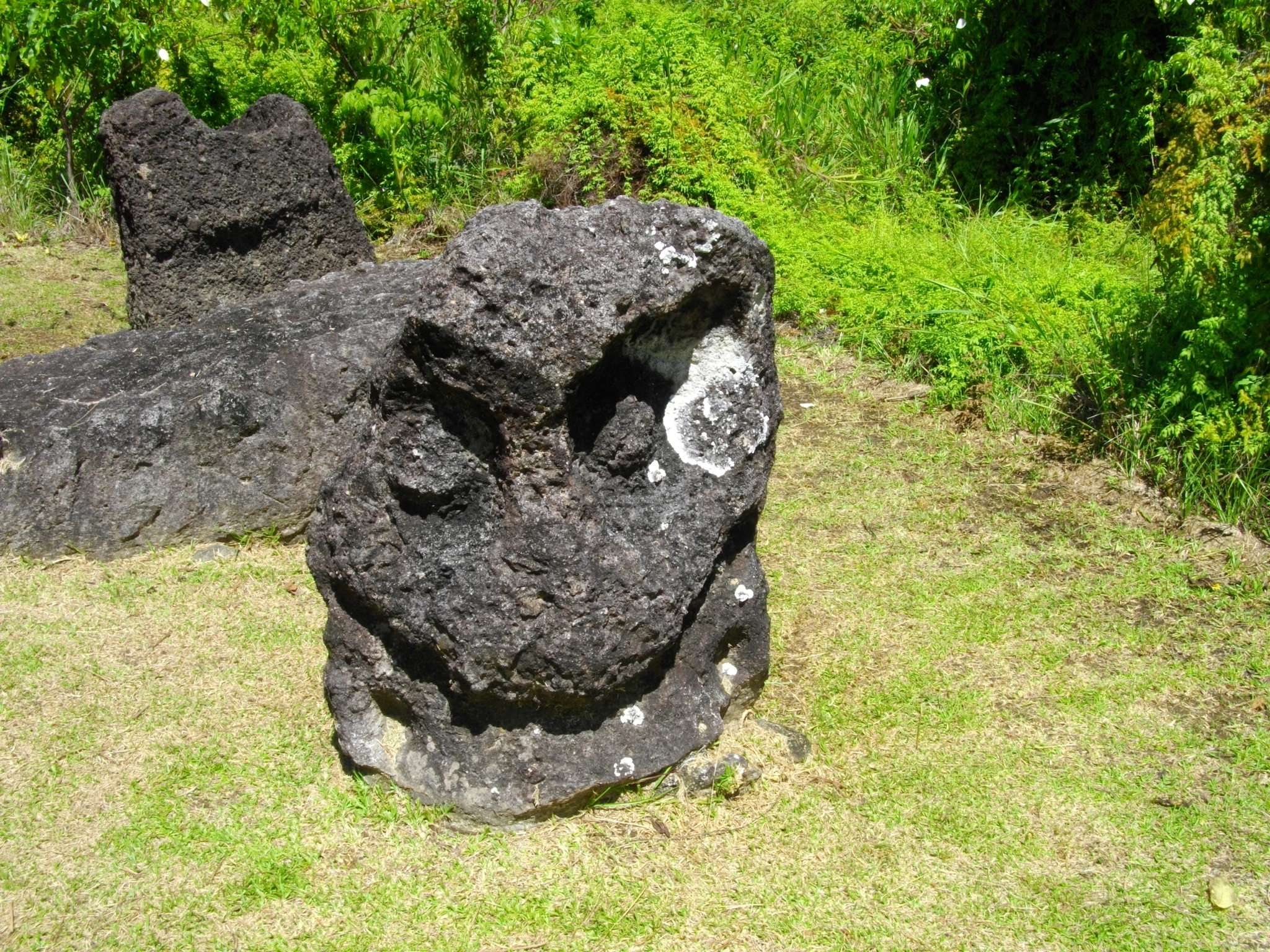
ストーン・フェイス
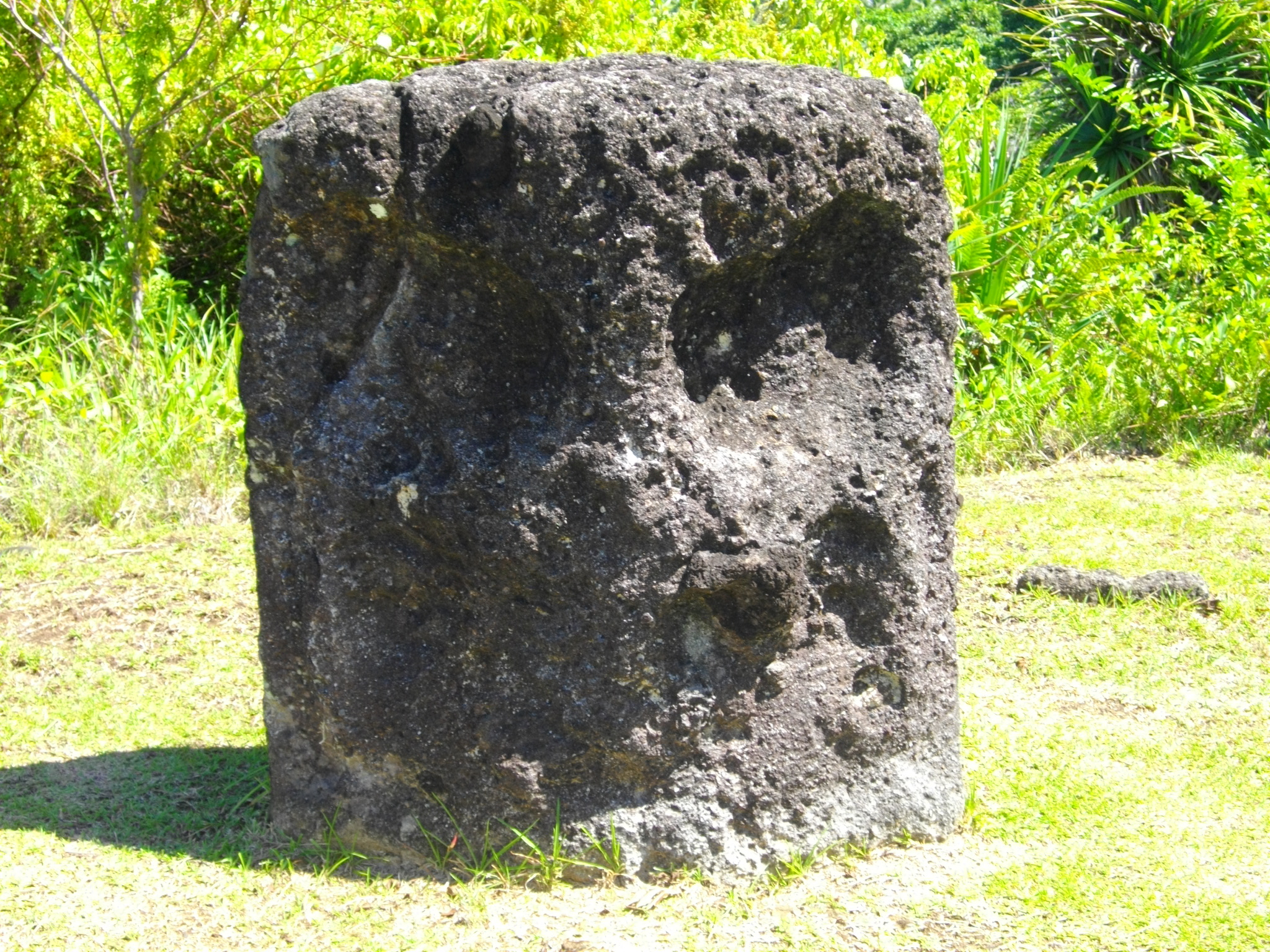
ストーン・フェイス